# Paniliakos
El Paniliakos (también pronunciado Panileiakos), es un equipo de la ciudad de Pirgos, que milita en la cuarta división de la Liga Griega de fútbol.

## Historia
Es un club histórico en Grecia que fue fundado en 1958, por la fusión de tres equipos locales más antiguos de Pyrgos "AEK", "Ethnikos" e "Iraklis", pero cosechó sus mejores resultados en los años 1990, donde militaron mitos del fútbol griego como el serbio Predrag Djordjevic (exjugador de Olympiacos), Stelios Giannakopoulos (actualmente en el AEL Larissai) o Vassilis Lakis (jugador del AEK de Atenas) o Juan Ramón Rocha.
En la temporada 2002-2003, el Paniliakos, volvió a subir a la Primera división del fútbol heleno, liderado por jugadores como Loukas Vyntra (actualmente en el Levante), pero una serie de malos resultados deportivos tras la venta de sus grandes jugadores, llevó al equipo a una crisis de resultados que le llevaron hasta la cuarta división griega, aunque ahora ha subido hasta la segunda división.

## Jugadores

### Jugadores destacados
| - Stelios Giannakopoulos - Predrag Đorđević - Božidar Bandović - Vassilis Lakis - Loukas Vyntra - Bernard Barnjak - Zoran Slišković - Giannis Taralidis - Nikos Kyzeridis - Miltiadis Sapanis - Marinos Ouzounidis - Konstantinos Nebegleras - Takis Gonias - Giorgos Koltzos - Xenophontas Moschogiannis | - Nikolaos Karabelas - Ilias Manikas - Athanasios Tsigas - Carlos Marcora - César Rosales - Leszek Pisz - Patrick Ogunsoto |

## Entrenadores destacados
| - Sakis Tsiolis - Georgios Paraschos - Μάκης Κατσαβάκης | - Arie Haan - Babis Tennes - Petros Ravousis | - Vassilis Daniil - Ioannis Kyrastas - Juan Ramón Rocha |